# Де Ягер, Лод
Лодевик «Лод» де Ягер (африк. Lodewyk de Jager; 17 декабря 1992, Альбертон, ЮАР) — южноафриканский регбист, игрок национальной сборной ЮАР и клуба «Сейл Шаркс», выступающий на позиции замка.

## Биография
Свою регбийную карьеру де Ягер начал в команде Северо-Западного Университета города Почефструм, откуда в 2011 году был приглашён в «Леопардс», выступающий в кубке Карри. В 2012 году Лод был включён в заявку команды на турнир, но так и не провёл за неё ни единого матча.
В 2013 году он перешёл в «Фри Стейт Читаз», через который сумел попасть в состав «гепардов» на финальную часть Супер Регби сезона 2013 года. 23 февраля 2013 года де Ягер дебютировал в чемпионате в матче против «Шаркс», завершившийся победой «акул» 22-29. Всего в своём первом сезоне Лод провёл 17 встреч и не заработал ни одного очка.
19 мая 2014 года де Ягер был включён в состав сборной ЮАР для участия в товарищеских играх, а 14 июня сыграл в своей первой игре за «Спрингбокс» против команды Уэльса. За предоставленную возможность де Ягер официально поблагодарил главного тренера команды Хейнеке Мейера.
28 августа 2015 года Лодевик был включён в состав сборной для участия в чемпионате мира, став самым молодым нападающим южноафриканцев на том турнире.
До 2016 года играл за «Сентрал Читаз», после чего перешёл во франшизу «Буллз», играя в составе одноимённого клуба в первенстве Супер Регби и за «Блю Буллз» в Кубке Карри. С 2019 года играет за английский клуб «Сейл Шаркс».
В 2019 году стал чемпионом мира в составе сборной ЮАР на первенстве в Японии.